# Juan Bautista Martínez del Mazo
Juan Bautista Martínez del Mazo (Provincia di Cuenca, 1612 circa – Madrid, 10 febbraio 1667) è stato un pittore spagnolo.

## Biografia

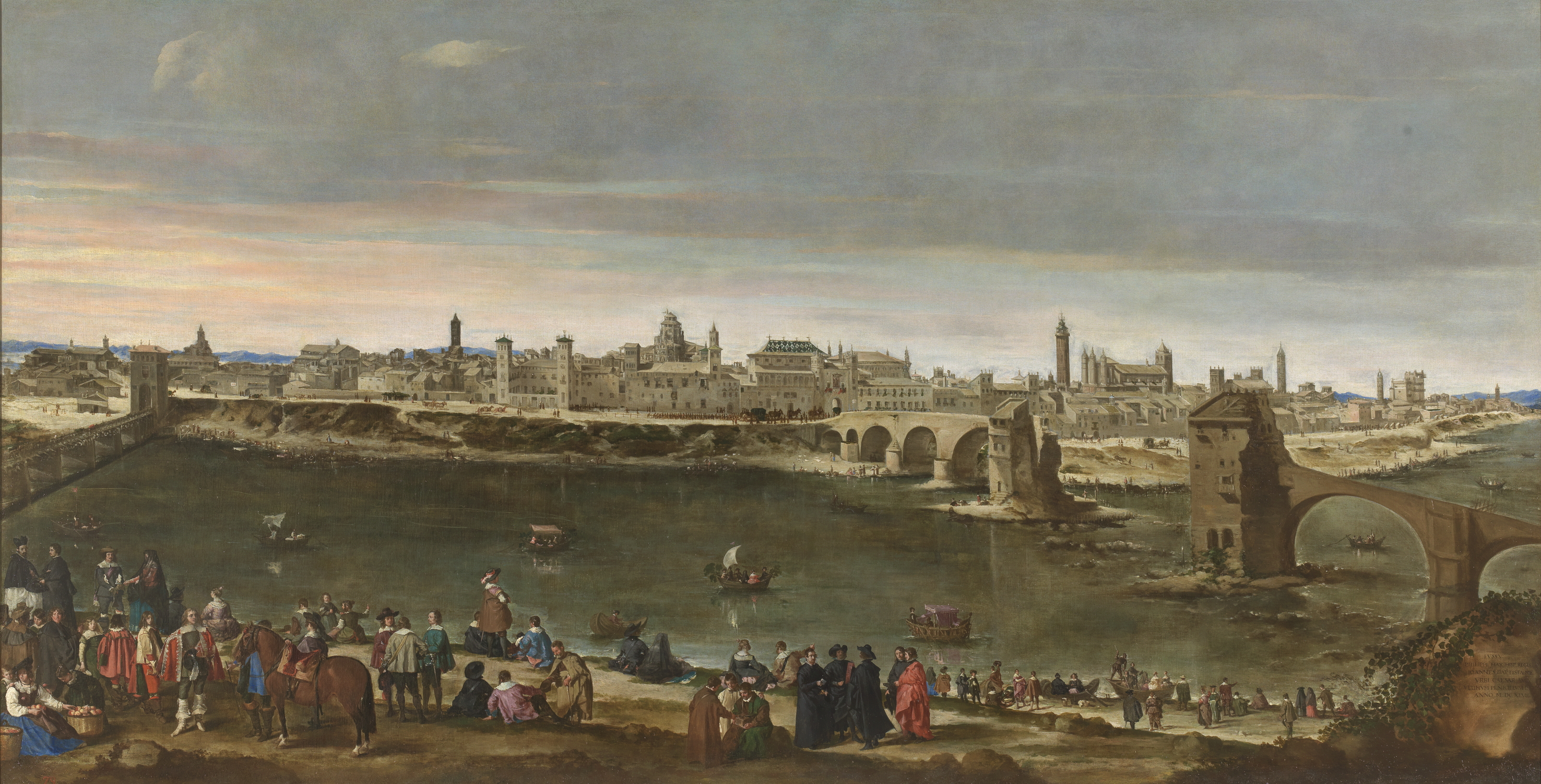
Vista de Zaragoza en 1647, Museo del Prado, Madrid

Fu allievo e collaboratore di Velázquez, di cui sposò la figlia Francisca nel 1633, restò sempre in stretti rapporti professionali con il suocero, a tal punto che è difficile riconoscergli uno stile personale.
Fu introdotto a corte, dove ottenne cariche ufficiali e divenne nel 1643 insegnante di disegno del principe Balthazar Carlos, che in precedenza aveva ritratto in piedi, opera del 1635 ora conservata a Budapest nel Szépmûvészeti Múzeum. Mazo continuò a ritrarre il principe anche negli anni seguenti. In ogni caso queste opere dimostrano quanto Mazo fosse ancora influenzato da Velázquez. Non mancano poi dipinti che tuttora vedono la critica discorde sull'attribuibilità all'allievo o al maestro. 
Nel 1657 fece un viaggio in Italia. Le sue rare opere identificate con certezza rilevano un artista di grande talento, dominato però dallo stile del maestro e suocero. I suoi ritratti, ad esempio nel Ritratto di Dona Maria d'Austria del 1666 ora alla National Gallery di Londra, sono di notevole intensità e presentano una tecnica pittorica più leggera ed aerea di quella del maestro, ma priva delle sue qualità di sintesi. Fu inoltre abile paesaggista: la Vista de Zaragoza en 1647 è probabilmente il suo capolavoro in questo genere, dipinto rispetto al quale alcuni studiosi hanno colto quasi un'anticipazione del vedutismo del Canaletto.